# Thunderbox
| 전문가 평가 | 전문가 평가 |
| 평가 점수   | 평가 점수   |
| 출처        | 점수        |
| ----------- | ----------- |
| AllMusic    | [ 1 ]       |

《Thunderbox》는 1974년에 발매된 영국의 하드 록 밴드 험블 파이의 일곱 번째 스튜디오 음반이다. 미국 빌보드 200 차트에서 52위를 차지했다. 계획된 영국 발매는 취소되었다.

## 배경
12곡이 수록되어 있으며, 이 중 7곡이 커버를 맡았는데, 여기에는 비올리니어스가 오리지널로 발매한 〈Grooving With Jesus〉, 존 레논이 완벽한 싱글로 언급한 앤 피블스의 노래 〈I Can't Stand the Rain〉, 아서 알렉산더가 작사, 작곡, 연주하고 비틀즈가 첫 음반에 녹음한 〈Anna (Go to Him)〉, 스테이플 싱어즈의 〈Oh La-De-Da〉 등이 포함되어 있다.
《Thunderbox》라는 단어는 17세기 변기를 뜻하는 속어로, 험블 파이의 유머 감각을 보여준다. 커버에는 변기에 앉아 있는 여성의 모습을 볼 수 있는 열쇠 구멍이 표시되어 있다.

## 곡 목록
| #   | 제목                       | 작사·작곡                             | 재생 시간 |
| --- | -------------------------- | ------------------------------------- | --------- |
| 1.  | 〈Thunderbox〉             | 스티브 메리어트, 클렘 클렘프슨        | 5:16      |
| 2.  | 〈Groovin' with Jesus〉    | 진 바지, 베니 스와츠                  | 2:18      |
| 3.  | 〈I Can't Stand the Rain〉 | 앤 피블스, 돈 브라이언트, 버나드 밀러 | 4:17      |
| 4.  | 〈Anna (Go to Him)〉       | 아서 알렉산더                         | 3:42      |
| 5.  | 〈No Way〉                 | 메리어트, 그레그 리들리               | 2:48      |
| 6.  | 〈Rally with Ali〉         | 메리어트, 클렘프슨, 리들리, 제리 셜리 | 2:49      |
| 7.  | 〈Don't Worry, Be Happy〉  | 메리어트, 클렘프슨, 리들리, 셜리      | 2:54      |
| 8.  | 〈Ninety-Nine Pounds〉     | 브라이언트                            | 2:47      |
| 9.  | 〈Every Single Day〉       | 클렘프슨                              | 3:46      |
| 10. | 〈No Money Down〉          | 척 베리                               | 4:25      |
| 11. | 〈Drift Away〉             | 멘토 윌리엄스                         | 3:57      |
| 12. | 〈Oh La-De-Da〉            | 필립 미첼                             | 4:32      |